# Tonga aux Jeux olympiques d'été de 2024
Les Tonga participent aux Jeux olympiques de 2024 à Paris. Il s'agit de leur 11e participation à des Jeux olympiques d'été.
L'athlète Maleselo Fufofuka et la nageuse Noelani Day (en) sont nommés porte-drapeaux de la délégation tongienne.

## Nombre d’athlètes qualifiés par sport
Voici la liste des qualifiés et sélectionnés tongiens par sport (remplaçants compris) :
| Sport                                 | Hommes | Femmes | Total |
| ------------------------------------- | ------ | ------ | ----- |
| Athlétisme                            | 1      | 0      | 1     |
| Boxe                                  | 0      | 1      | 1     |
| Sports aquatiques • Natation sportive | 1      | 1      | 2     |
| Total                                 | 2      | 2      | 4     |

## Résultats

### Athlétisme

#### Hommes
| Athlètes          | Épreuve | Premier tour (ou tour préliminaire) | Premier tour (ou tour préliminaire) | Repêchage (ou premier tour) | Repêchage (ou premier tour) | Demi-finales | Demi-finales | Finale  | Finale  |
| Athlètes          | Épreuve | Temps                               | Rang                                | Temps                       | Rang                        | Temps        | Rang         | Temps   | Rang    |
| ----------------- | ------- | ----------------------------------- | ----------------------------------- | --------------------------- | --------------------------- | ------------ | ------------ | ------- | ------- |
| Maleselo Fufofuka | 100 m   | 12 s 11 PB                          | 45e                                 | Éliminé                     | Éliminé                     | Éliminé      | Éliminé      | Éliminé | Éliminé |

### Boxe
| Athlètes         | Catégorie             | 1/16e de finale     | 1/8e de finale      | Quart de finale     | Demi-finale         | Finale              | Rang     |
| Athlètes         | Catégorie             | Adversaire Résultat | Adversaire Résultat | Adversaire Résultat | Adversaire Résultat | Adversaire Résultat | Rang     |
| ---------------- | --------------------- | ------------------- | ------------------- | ------------------- | ------------------- | ------------------- | -------- |
| Feofaaki Epenisa | Poids légers (-60 kg) | Hà Défaite 0 - 5    | Éliminée            | Éliminée            | Éliminée            | Éliminée            | Éliminée |

### Natation
| Athlète  | Épreuve   | Séries       | Séries | Demi-finales | Demi-finales | Finale  | Finale  |
| Athlète  | Épreuve   | Temps        | Rang   | Temps        | Rang         | Temps   | Rang    |
| -------- | --------- | ------------ | ------ | ------------ | ------------ | ------- | ------- |
| Alan Uhi | 100 m dos | 1 min 0 s 62 | 46e    | Éliminé      | Éliminé      | Éliminé | Éliminé |

| Athlète          | Épreuve         | Séries  | Séries | Demi-finales | Demi-finales | Finale   | Finale   |
| Athlète          | Épreuve         | Temps   | Rang   | Temps        | Rang         | Temps    | Rang     |
| ---------------- | --------------- | ------- | ------ | ------------ | ------------ | -------- | -------- |
| Noelani Day (en) | 50 m nage libre | 28 s 60 | 51e    | Éliminée     | Éliminée     | Éliminée | Éliminée |